# Alpilles
Die Alpilles (französisch Massif des Alpilles;  auf Deutsch auch Alpillen) sind eine Kalksteinkette im Südwesten der Provence. Sie liegen etwa 60 km nordwestlich von Marseille im Département Bouches-du-Rhone zwischen Salon-de-Provence, Cavaillon und Arles. In der Region leben etwa 46.900 Menschen. Am 1. Februar 2007 wurden die Alpilles zum  Regionalen Naturpark Alpilles erklärt und unter Schutz gestellt. Ziel ist der Erhalt und die nachhaltigen Entwicklung eines regionalen Lebensraumes, dessen Natur- und Kulturerbe akut bedroht ist. Die stark zerklüfteten Gebirgsstöcke zeichnen sich hell gegen den blauen, besonders bei Mistral sehr klaren Himmel ab. Vincent van Gogh schätzte dieses klare Licht der Provence. Er verbrachte krankheitsbedingt ein Jahr in Saint-Rémy-de-Provence im Norden der Alpilles und hat etwa 150 wesentliche Kunstwerke hier geschaffen.

## Lage
Die Alpilles gehören zur Region Provence-Alpes-Côte d’Azur und liegen im Département Bouche-du-Rhone, zwischen Tarascon im Osten, Orgon im Westen, St Rémy de Provence im Norden und Maussane-les-Alpilles, im Süden. Ihre Ausdehnung beträgt in West-Ost-Richtung etwa 30 und in Nord-Süd-Richtung etwa 10 Kilometer, sie erreichen Höhenlagen von 300 bis 500 Meter. Das Massiv der Alpilles hat eine Fläche von etwa 171 km², die gesamte Region um die Alpilles umfasst eine Fläche von etwa 500 Quadratkilometern. Die höchste Erhebung ist Les Opies (498 m). 1965 wurden die Alpilles als bemerkenswerter Standort klassifiziert (sites remarquables). Die angrenzenden 14 Gemeinden sind: Aureille, Les Baux-de-Provence, Eygalières, Eyguières, Fontvieille, Maussane-les-Alpilles, Mouriès, Paradou, Orgon, Saint-Étienne-du-Grès, Saint-Martin-de-Crau, Saint-Rémy-de-Provence, Sénas, Tarascon.

## Geologie

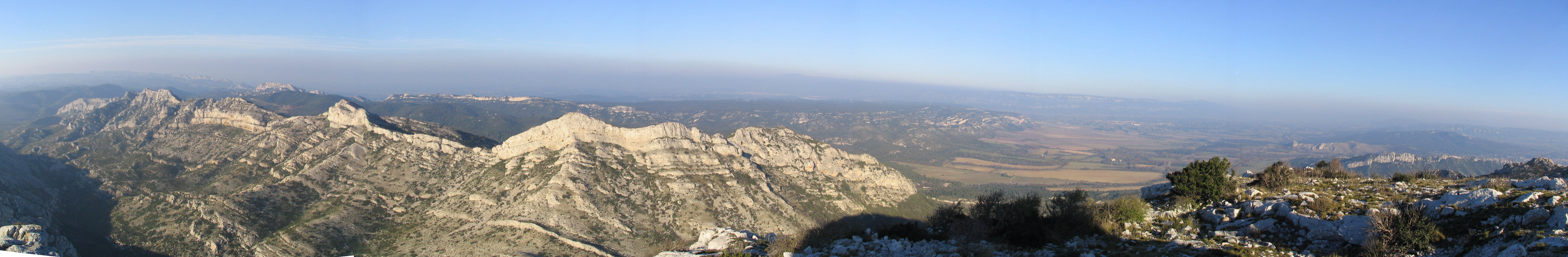
Blick über die Kette der Alpilles. Aufgenommen westlich von Eyguières, vom Gipfel des Berges Les Opies. Im Vordergrund und im Zentrum sind Schichten aus dem Oberjura (j6) zu sehen, im Hintergrund helle Felsen aus urgonischem Kalk der unteren Kreide.

Die Alpilles gehören zur Pyrenäisch-Provenzalischen Gebirgskette, die sich von den Pyrenäen über die Alpilles, den Montagne St Victoire bis zum Massif des Maures und das Esterel erstreckt. Korsika und Sardinien gehören auch zu dieser Kette. Sie lag bis zum Oligozän grob in der Verlängerung der heutigen Pyrenäen in West-Ost-Richtung an der Stelle, die heute der Golfe du Lion einnimmt. Vielfältige Faltungen und Überschiebungen im gesamten regionalen Mittelmeerraum aus der Oberkreide und dem Eozän veränderten Lage und Form der Kette. Die gefalteten Schichten aus den Sedimentgesteinen Kalkstein, Sandstein, Bauxit und Mergel bilden eine Antiklinale.

## Geschichte

### Herkunft des Namens
Im Ancien Régime hatte der Gebirgszug wahrscheinlich keinen Namen. Claude François Achard sprach 1787 von den „Bergen von Baux“. Er nannte einen Gipfel der Alpilles „Houpies“ und meinte wahrscheinlich den heutigen Gipfel Les Opies. Dieser französisierte Name leitet sich vom provenzalischen „Aupiho“ ab, was eine Verkleinerungsform des Namens „Aup“ ist und die Alpen bedeutet. Der Begriff Alpilles bezeichnet folglich die Gebirgskette kleinen Alpen. Der Name könnte aber auch auf den Begriff „Alpines“ zurückgehen mit dem noch heute z. B. der Alpines-Kanal in Barbentane bezeichnet wird. Er ist zweifellos älter als die Form „Alpilles“. In der Vita des Caesarius, Bischof von Arles (6. Jahrhundert), werden geistliche Besuche in „Alpinis locis“ erwähnt, was eher auf die Alpilles als auf die Alpen hindeutet. Im 19. und 20. Jahrhundert wurden beide Bezeichnungen verwendet. Fréderic Mistral verwendete ausnahmslos die Form „Alpilles“, die sich schließlich als Bezeichnung für die Bergkette durchsetzte.

### Protohistorische Zeit

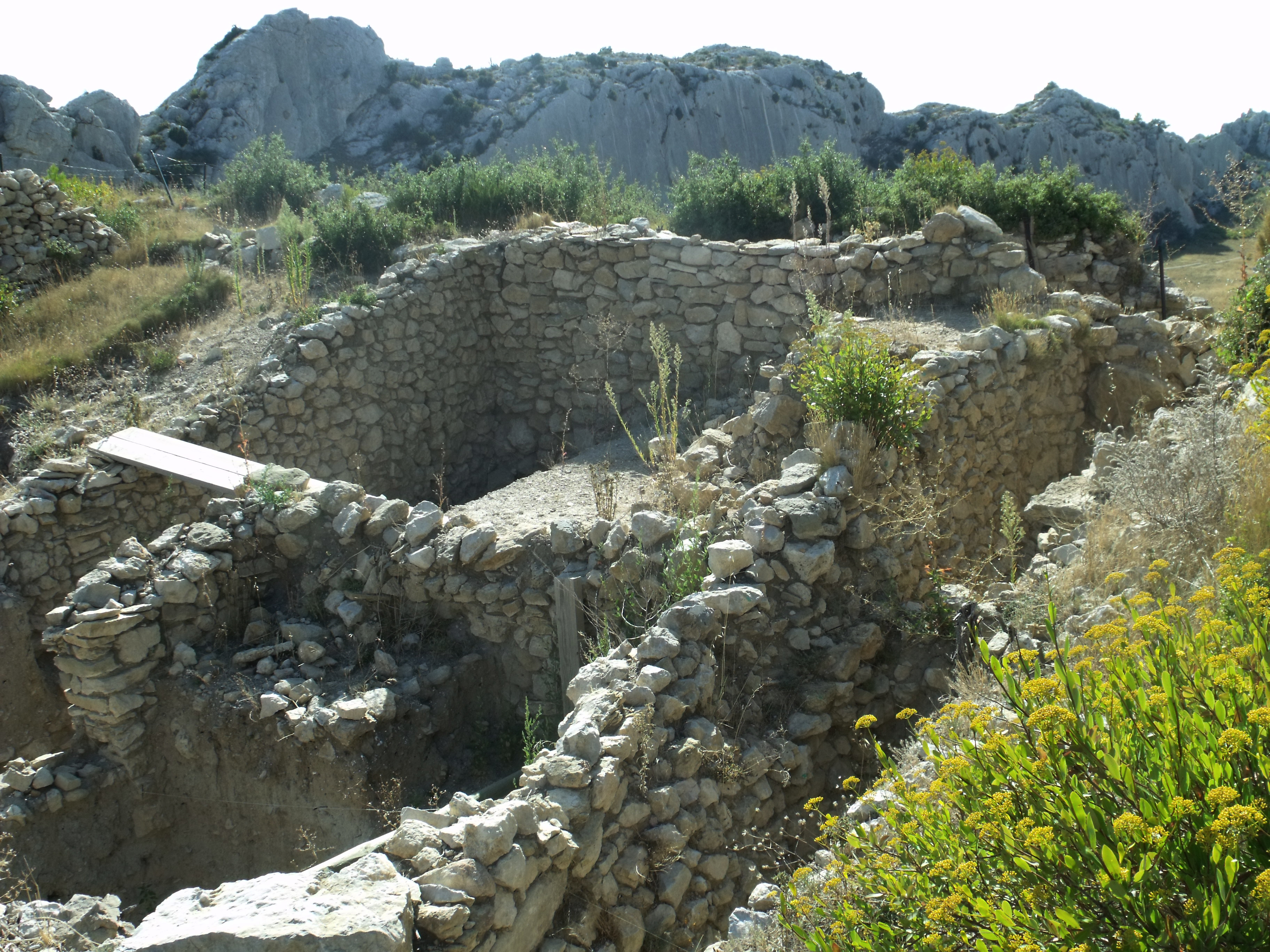
Oppidum de Caisses de Jean-Jean bei Mouriès

In protohistorischer Zeit, das heißt in der zweiten Hälfte der frühen Eisenzeit (7.–6. Jh. v. Chr.) bevor es Aufzeichnungen gab, wurde die bis dahin hauptsächlich nomadische Bevölkerung sesshaft und begann mit dem Bau von festen Gebäuden. Die Wehrsiedlungen sind wie ein Dorf mit Straßen und Reihenhäusern aufgebaut. In den Alpilles wurden 16 bewohnte Orte gegründet, die aus Verteidigungsgründen auf Anhöhen errichtet wurden. Y. Marcadal nennt 16 Oppida in den Alpilles: le Mont de Cordes, le Plateau des Castelet de Fontvieille, les Tours de Castillon, l'Oppidum de Les Baux, le Castellas de Maussane, l'Oppidum de Caisses de Jean-Jean, le Castellas d'Aureille, l'Oppidum de Sainte-Cécile, l'Oppidum de Mont-Menu, l'Castellas de Lamanon, Ernaginum, Saint-Gabriel, Notre-Dame-du-Château, Glanon, l'Oppidum de La Vallongue und l'Oppidum de Notre-Dame-de-Beauregard. Der Prozess der dauerhaften Ansiedlung geht mit der Intensivierung des Handels im Mittelmeerraum einher. Die Bewohner der Alpilles produzierten Getreide um es gegen Luxusgüter einzutauschen. Die Gesellschaft entwickelte sich von einer Autarkie zu einer Austauschwirtschaft.
Ab dem Ende der Eisenzeit (2. – 1. Jh. v. Chr.) entwickelten sich mehrere aufstrebende Dörfer, die Monumente im spät-hellenistischen Stil errichteten. Dachplatten aus gesägtem, weichen Kalkstein, Schieferplatten nachempfunden, finden sich an mehreren Orten und zeugen vom griechischen Einfluss.

### Aufgezeichnete Geschichte
Die Geschichte der Regionen und Städte in historischer Zeit ist in folgenden Hauptartikeln zu finden:
→ Hauptartikel Les Baux-de-Provence,
→ Hauptartikel Eygalières,
→ Hauptartikel Fontvieille,
→ Hauptartikel Mouriès,
→ Hauptartikel Sénas,
→ Hauptartikel St Remy de Provence,
→ Hauptartikel Tarascon,
→ Hauptartikel Glanum,
→ Hauptartikel Mont Gaussier
→ Hauptartikel Chapelle Saint-Gabriel de Tarascon

### Neuzeit
Im Jahre 1999 hat ein Waldbrand eine Fläche von 2.500 ha zerstört. Im Februar 2007 wurden die Alpilles zum regionalen Naturpark erklärt und unter Schutz gestellt. Ziel ist der Erhalt eines regionalen Lebensraumes, dessen Natur- und Kulturerbe akut bedroht ist, nachhaltig zu entwickeln; → Hauptartikel Parc Naturel Régional des Alpilles.

## Wasserwirtschaft

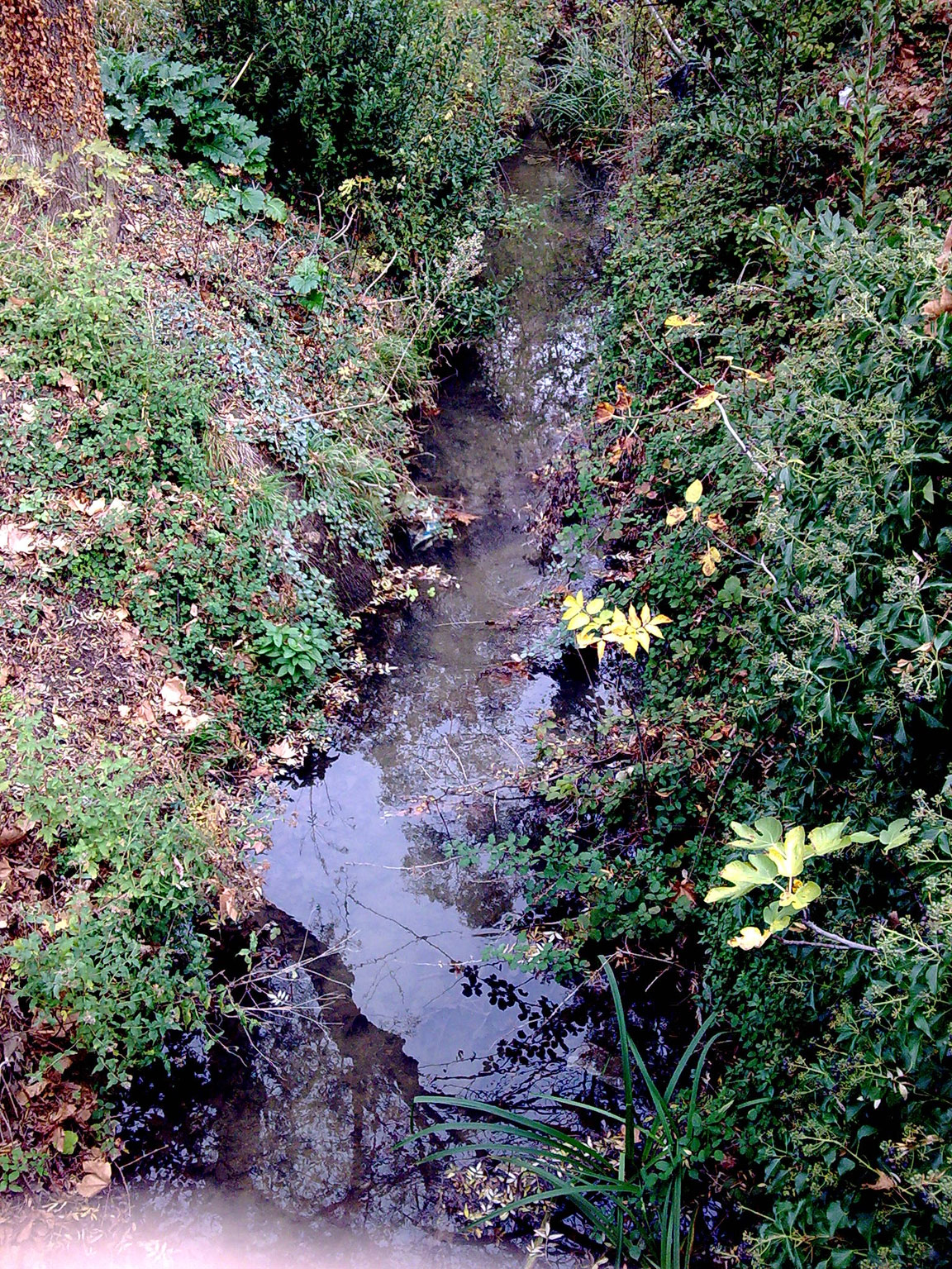
Gaudre du Trible bei Maussane

### Bäche und Kanäle
Die Alpilles sind von mehreren Bächen durchzogen, die nur wenig Wasser führen und im Sommer häufig austrocknen. Sie werden „Gaudres“ genannt, abgeleitet von provenzalischen Wort „Gaudre“ für „kleiner Bach“. Kanäle (auch Roubine genannt) wurden angelegt, um die Gemeinden zu entwässern bzw. deren Wasserbedarf zu decken. Hierzu wurden einige Gaudres angezapft oder umgeleitet. Ausgewählte Gaudres sind:
- Gaudre du Trible:  Seine Quelle liegt nördlich von Les Baux-de-Provence. Er überquert in Saint-Jean eine Straße mittels eines Aquädukts  und mündet südlich von Maussane in den Kanal Vallée des Baux.
- Gaudre de Malaga: Er markiert die Grenze zwischen den Gemeinden Maussane und Mouriès. Er entspringt in der Gemeinde Mouriès in der Nähe des Château de Pierredon und mündet in den Kanal des Vallée des Baux.
- Gaudre de la Vallongue: Er ist ein Nebenfluss des Gaudre du Destet, der in Aureille entspringt und nach Mouriès fließt.
- Gaudre d'Aureille: Er fließt durch Aureille, Eyguières und Mouriès.
- Gaudre de Romanin: Er fließt durch die Gemeinden Aureille, Eygalières und Saint-Rémy-de-Provence.

Ausgewählte Kanäle sind:

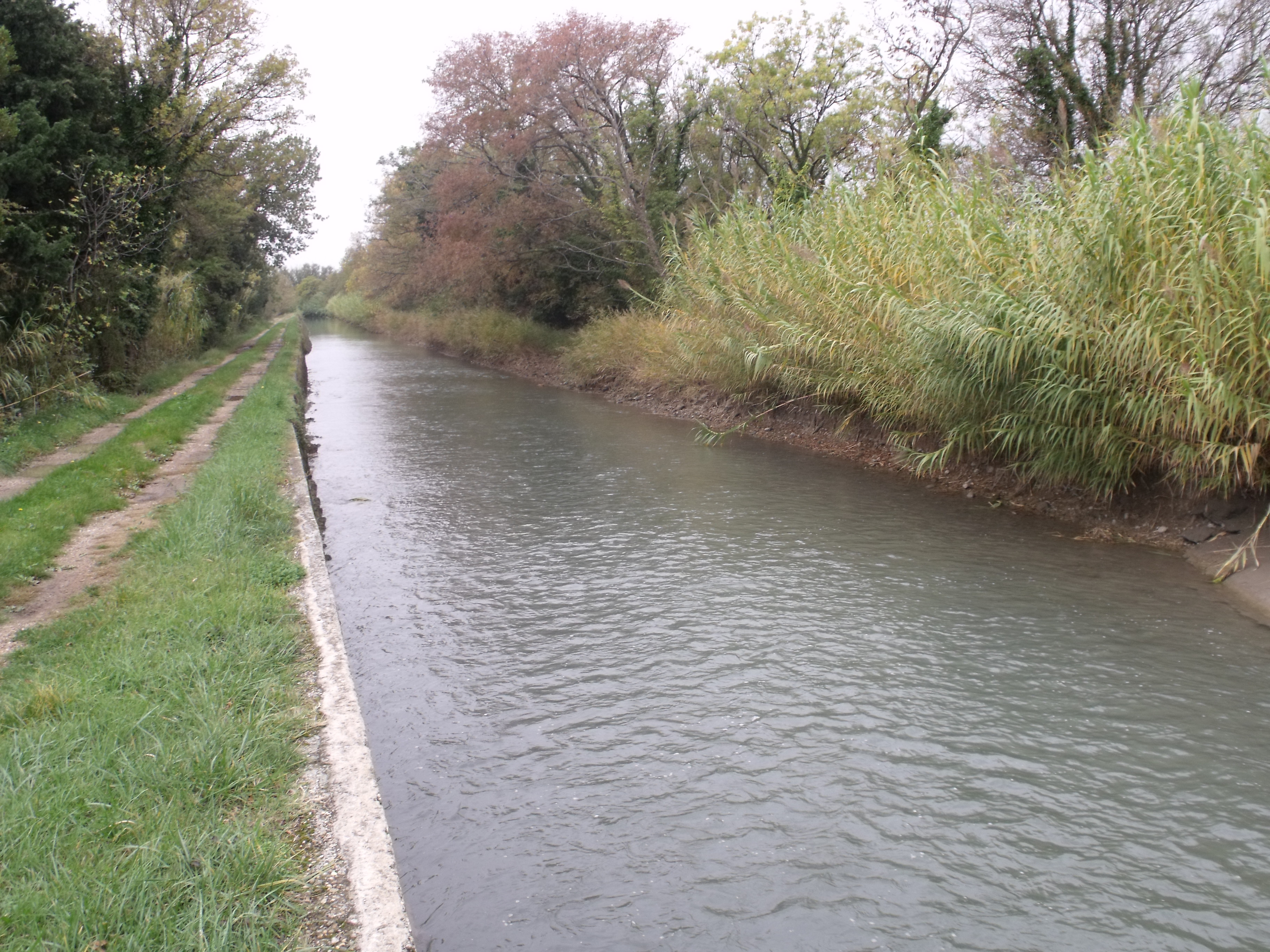
Kanal von Craponne bei Aureille

- Kanal von Van-ens (südlich des Massivs).
- Kanal des Vallée des Baux (südlich des Massivs).
- Kanal von Craponne (südlich des Massivs).
- Kanal von Monestier (südlich des Massivs).
- Kanal des Alpilles-Kanal (nördlich des Massivs).
- Kanal von Plan und Crau (nordöstlich des Massivs).
- Kanal der Mühle von Saint Andiol (nordöstlich des Massivs).
- Kanal von Viguièrat (Nordwesten und Westen des Massivs).

### Ehemalige Sümpfe
Der Marais des Baux ist eine natürliche Senke südlich der Gemeinden Fontvieille, Paradou, Maussane-les-Alpilles und Mouriès. An dieser Stelle existierte auf einer Fläche von 18,25 km² ein Sumpfgebiet mit See.  Die republikanische Verwaltung empfahl 1791 die endgültige Trockenlegung der Sümpfe, um die „Fäulnis der Luft“ zu verhindern. Der Hauptgrund für die Trockenlegung dürfte aber eher der Verdienst an der Bewirtschaftung des sehr fruchtbarem Landes durch Großgrundbesitzer gewesen sein. Die Trockenlegung war Ende 1880 abgeschlossen. Das Gebiet ist nach wie vor überschwemmungsgefährdet. Bei den Überschwemmungen im Dezember 2003 war beispielsweise die gesamte Fläche der ehemaligen Sümpfe mehrere Wochen lang überflutet. Ein ganzes Netz von Kanälen durchzieht heute die ehemaligen Sümpfe, wie der Kanal von Monestier, der Kanal des Vallée des Baux, der Kanal von Van-ens sowie die Roubine von Saint-Laurent. Im Februar 2007 wurden die ehemaligen Sümpfe dem Regionalen Naturpark Alpilles eingegliedert, um so ihren Schutz zu gewährleisten. Am 28. Juli 2018 wurden der Marais des Baux in die Liste der UNESCO Naturerbe aufgenommen.

## Flora und Fauna
→ Hauptartikel Regionaler Naturpark Alpillen

## Bevölkerungsentwicklung
Die folgende Tabelle zeigt die Einwohner der Gemeinden in den Alpilles zum jeweils selben Zeitpunkt. Die Zahlen von 1962 bis 1999 basieren auf Volkszählungen. Die Bevölkerung hat sich zwischen 1936 und 2019 mehr als verdoppelt.
| Jahr      | 1936   | 1946   | 1962   | 1968   | 1975   | 1982   | 1990   | 1999   | 2019   |
| --------- | ------ | ------ | ------ | ------ | ------ | ------ | ------ | ------ | ------ |
| Einwohner | 20.806 | 20.902 | 24.404 | 25.935 | 28.355 | 32.527 | 37.311 | 40.629 | 46.900 |

## Klima
Es gibt keine nennenswerte Unterschiede des Klimas zwischen der Bergkette und den umgebenden Ebenen. Das Klima ist mediterran, mit trockenen Sommern und regenreichen Übergangs-Jahreszeiten. Die Alpilles sind besonders dem Mistral ausgesetzt. Die Berge lenken zwar den Wind ab, er weht aber in Les Baux praktisch genauso stark wie in Saint-Remy. Der Mistral weht im Durchschnitt an 100 Tagen im Jahr stark und an 83 Tagen schwach. Nur 182 Tage im Jahr gelten als windstill. Der Frühling kommt früh in die südlich gelegenen Ebenen, er gehört zu den frühesten in der Provence. Die Mandelblüte kann bereits Ende Januar einsetzen. Eine der den Alpilles am nächsten gelegenen Wetterstationen von Météo-France ist diejenige von Saint-Martin-de-Crau. Von dort stammen die folgenden Klimadaten.
|                        | Jan  | Feb  | Mär  | Apr  | Mai  | Jun  | Jul  | Aug  | Sep  | Okt  | Nov  | Dez  |   |       |
| Mittl. Temperatur (°C) | 7,4  | 8,0  | 11,0 | 13,7 | 18,0 | 22,2 | 24,4 | 24,1 | 20,1 | 16,3 | 10,5 | 7,5  | ⌀ | 15,3  |
| Mittl. Tagesmax. (°C)  | 11,7 | 13,0 | 16,6 | 19,2 | 23,7 | 28,3 | 30,7 | 30,2 | 25,5 | 21,1 | 14,7 | 11,6 | ⌀ | 20,6  |
| Mittl. Tagesmin. (°C)  | 3,1  | 3,1  | 5,5  | 8,2  | 12,3 | 16,2 | 18,1 | 18,0 | 14,6 | 11,6 | 6,3  | 3,4  | ⌀ | 10,1  |
|                        |      |      |      |      |      |      |      |      |      |      |      |      |   |       |
| Niederschlag (mm)      | 49,3 | 30,5 | 31,8 | 50,5 | 41,4 | 23,9 | 9,8  | 25,7 | 70,8 | 81,4 | 57,5 | 43,9 | Σ | 516,5 |

| 3,1 |

| 3,1 |

| 5,5 |

| 8,2 |

| 12,3 |

| 16,2 |

| 18,1 |

| 18,0 |

| 14,6 |

| 11,6 |

| 6,3 |

| 3,4 |

| 3,1 |

| 3,1 |

| 5,5 |

| 8,2 |

| 12,3 |

| 16,2 |

| 18,1 |

| 18,0 |

| 14,6 |

| 11,6 |

| 6,3 |

| 3,4 |

| N i e d e r s c h l a g | 49,3 | 30,5 | 31,8 | 50,5 | 41,4 | 23,9 | 9,8 | 25,7 | 70,8 | 81,4 | 57,5 | 43,9 |
|                         | Jan  | Feb  | Mär  | Apr  | Mai  | Jun  | Jul | Aug  | Sep  | Okt  | Nov  | Dez  |

## Wirtschaft
Die verwendeten Daten beziehen sich auf das Jahr 2015 und auf die Gemeinden des Park National Régional des Alpilles. Da die Parkgrenzen bis auf die Gemeinden Lamanon und Mas-Blanc des Alpilles identisch sind mit den an die Alpilles angrenzenden 14 Gemeinden, sind die Daten vergleichbar.

### Verteilung der Berufe nach Sektoren
Die Berufe im Bereich der lokalen Dienstleistungen, zu denen insbesondere die Berufe im Hotel- und Gaststättengewerbe gehören, stellen 15 % der Arbeitsplätze. Dies zeigt die wirtschaftliche Bedeutung des Tourismus, der allein 10 % der Arbeitsplätze im Gebiet garantiert. Auch das Baugewerbe und die Landwirtschaft sind mit 10 % bzw. 8 % der Arbeitsplätze vertreten. Für 2015 sah die Verteilung der Arbeitsplätze nach beruflicher Funktion wie folgt aus:
Baugewerbe 9,9 %, Dienstleistungen der Nahversorgung 15,0 %, Einzelhandel 7,8 %, Instandhaltung und Reparatur 8,7 %, Transport und Logistik 6,0 %, Verarbeitendes Gewerbe 5,5 %, Handel zwischen Unternehmen 4,0 %, Management 10,9 %, Design, Forschung und akademische Dienstleistungen 4,1 %, Kultur und Freizeit 1,9 %, Bildung und Ausbildung 4,0 %, Gesundheit und Soziale Berufe 7,9 % sowie öffentliche Verwaltung 6,4 %.

### Wachstumsraten nach Sektoren
In den Alpilles wuchs die Beschäftigung zwischen 2010 und 2015 um durchschnittlich 1,9 % pro Jahr. Nach +1,5 % Wachstum im vorangegangenen Jahrzehnt beschleunigte sich das jährliche Wachstum sogar. Berufe im Handel zwischen Unternehmen, in der Instandhaltung und Reparatur sowie im Baugewerbe sind die treibenden Kräfte hinter dieser Dynamik. Sie allein sind für 60 % des Beschäftigungswachstums verantwortlich. Darüber hinaus wurde der Rückgang der landwirtschaftlichen Berufe gestoppt. Dies ist sowohl auf die massive Entwicklung sehr kleiner Betriebe (weniger als ein Hektar landwirtschaftliche Nutzfläche) als auch auf eine Konzentrationsbewegung bei den größten Betrieben zurückzuführen. Darüber hinaus wuchs die Beschäftigung im Beherbergungs- und Gaststättengewerbe um 4,3 % pro Jahr und zeugt von der Vitalität des lokalen Tourismus. Führungskräfte und akademische Berufe sind von dieser wirtschaftlichen Dynamik besonders betroffen: Ihre Zahl wuchs um 4,7 % pro Jahr. 70 % der neu geschaffenen Stellen für angestellte Führungskräfte entfallen auf das Baugewerbe.
Das Beschäftigungswachstum ist in den einzelnen Gemeinden sehr unterschiedlich ausgeprägt. Zwischen 2010 und 2015 betrug es in Saint-Etienne-du-Grès +4,6 % pro Jahr, was zur Hälfte auf die Einstellungen in den großen Bauunternehmen Guintoli, NGE-Batiment und Entreprise hydraulique et travaux publics (EHTP) sowie im öffentlichen Dienst zurückzuführen ist. Orgon profitiert seinerseits von der Ansiedlung von Betrieben sowohl im Transportwesen als auch im Dienstleistungssektor und im Handel.

### Start-ups
Um den Bedürfnissen der Unternehmen gerecht zu werden, verwaltet und erschließt der Gemeindeverband Vallée des Baux-Alpilles mehrere Gewerbegebiete auf seinem Gebiet. Im Rahmen ihres wirtschaftlichen Entwicklungsplans fördert der Gemeindeverband z. B.  das Projekt Gründerzentrum GreenTech & Environnement in der ehemaligen Schäferei des Château de Montauban in Fontvieille. Das Gründerzentrum ist eine Antwort auf die wirtschaftlichen Herausforderungen der Innovation und des ökologischen Übergangs der Gemeinden und hat das Ziel ein Exzellenzzentrum zu werden.

### Landwirtschaft

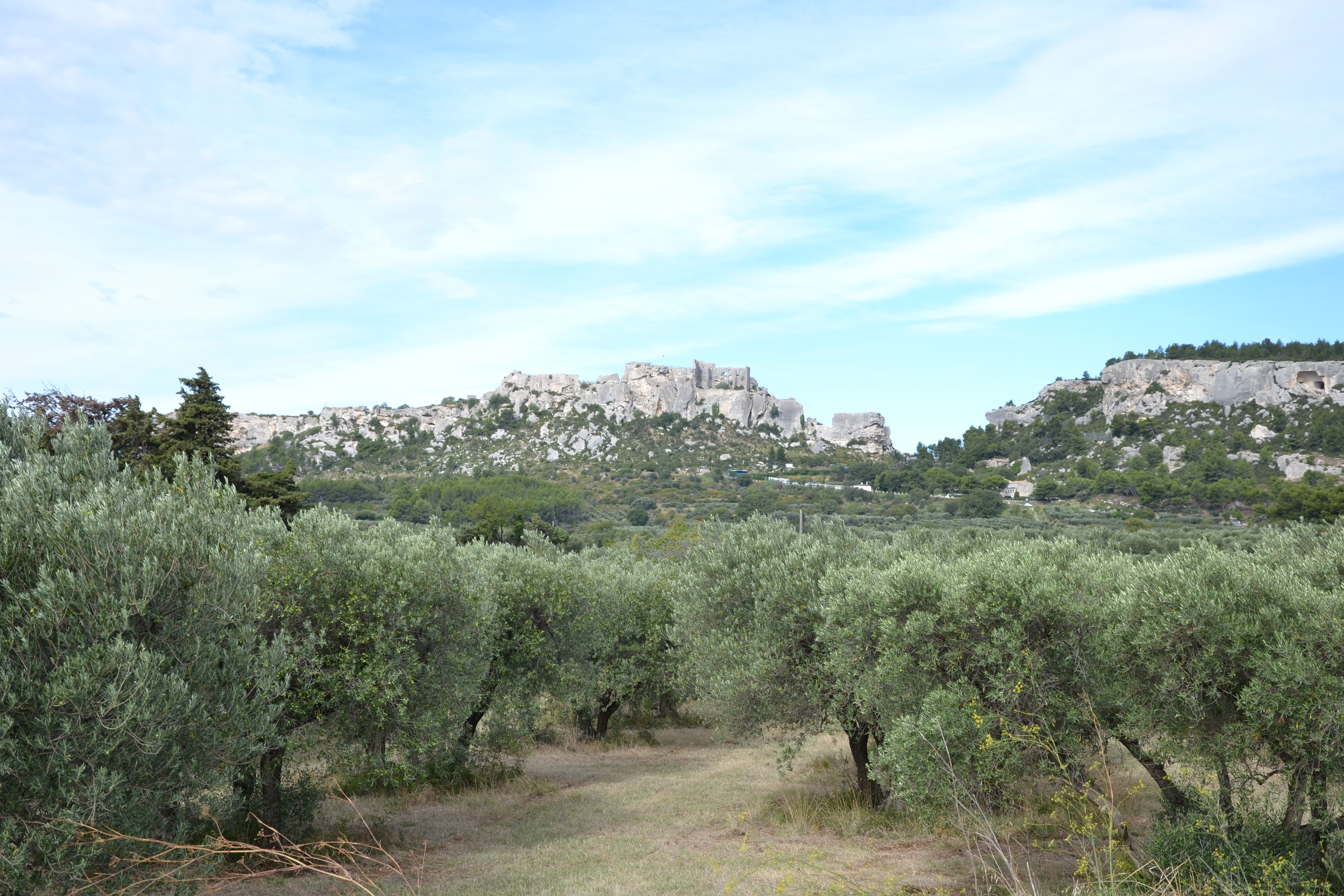
Olivenhain unterhalb Les-Baux-en-Provence

Die Bergspitzen sind kahl und nur mit Pflanzenarten der Macchie vereinzelt bedeckt. Auf der südlichen Seite der Alpilles befindet sich eines der größten Anbaugebiete Frankreichs für Oliven. Die Herkunft Vallée des Baux-de-Provence ist durch die kontrollierte Ursprungsbezeichnung „AOC“ geschützt. AOC bedeutet Appellation d’Origine Contrôlée. Die regionalen Olivensorten, die unter das AOC-Zertifikat fallen sind Salonenque, Beruguette, Grossane und Verdale des Bouches-du-Rhône. Zahlreiche Olivenölmühlen im Vallée-des-Baux um Mouriès und Maussane-les-Alpilles produzieren eines der besten Olivenöle weltweit. Weiter werden Feigen und Mandeln angebaut.

### Weinbau

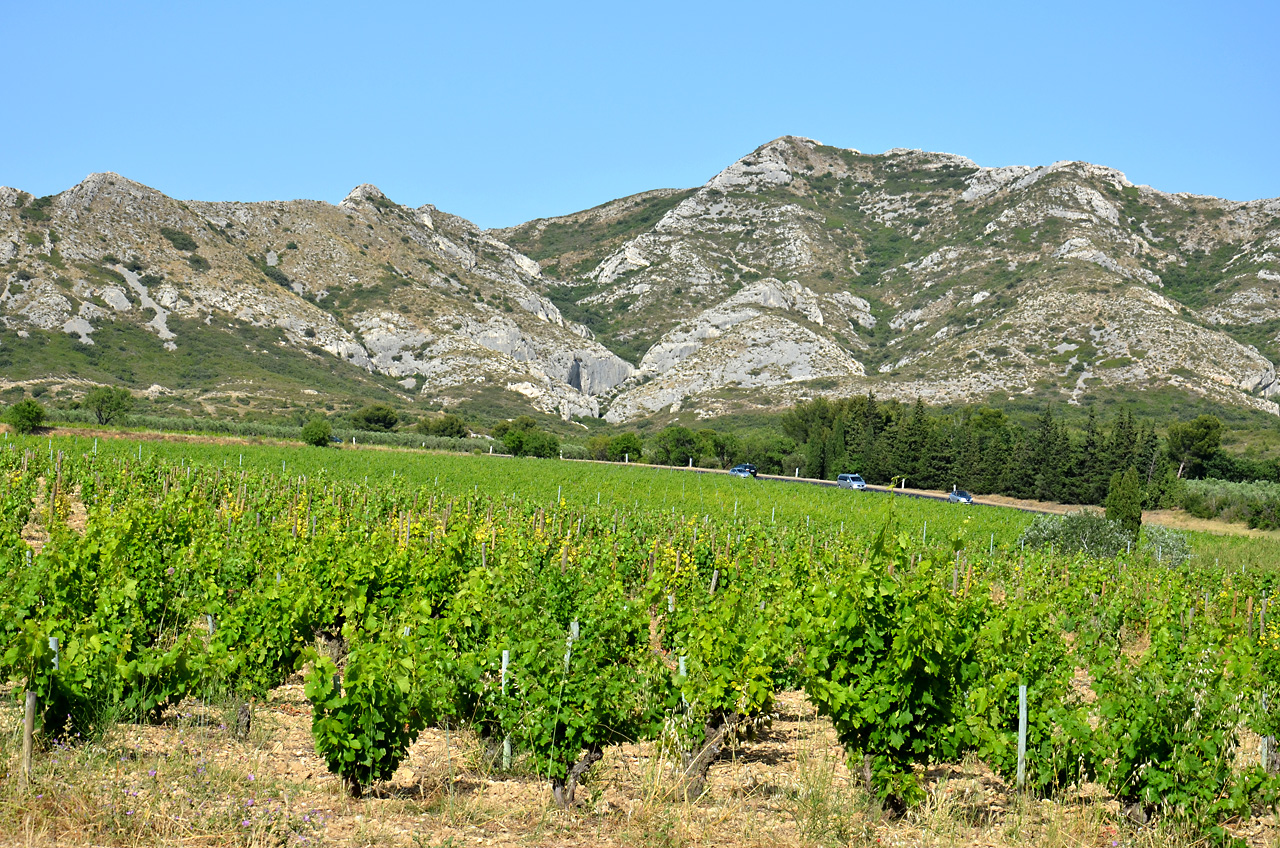
Weinbau bei Les Baux-de-Provence

Außerdem wird hier der Anbau von Rot- und Roséweinen betrieben. Weinberge finden sich rund um den Bergrücken. Der Coteaux-des-Baux-en-Provence ist eine geschützte Herkunftsbezeichnung, d. h. er ist AOC zertifiziert. Der regionale AOC-Wein wird in sieben Gemeinden angebaut: Les Baux-de-Provence, Eygalières, Fontvieille, Mouriès, le Paradou, Saint-Étienne-du-Grès und Saint-Rémy-de-Provence. Die für diese AOC angebauten Rebsorten sind Grenache, Mourvèdre, Syrah, Cinsault, Cunoise, Carignan-N und Cabernet Sauvignon.

## Tourismus
Abgesehen von der Landwirtschaft ist die am leichtesten erkennbare Wirtschaft rund um die Alpilles der Tourismus. Selbst die Wein- und Olivenbauern scheinen die Entwicklung des Tourismus zu berücksichtigen. Immer mehr Weingüter bieten Weinproben und in einigen Fällen sogar regelrechte Einführungskurse in die Önologie an. In den Alpilles übernachten jährlich etwa 600.000 Touristen mindestens ein Mal. Les Baux hat jährlich etwa 1,5 Millionen Besucher. Darauf müssen die Gemeinden reagieren, um den einen möglichen Übertourismus zu erkennen und gegen zu steuern.

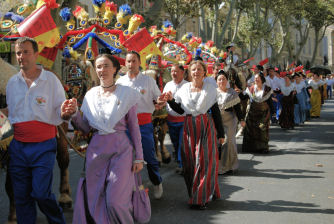
Carretto ramado 15 August in Saint Rémy de Provence

Drei Hauptarten des Tourismus können für die Alpilles unterschieden werden:
- Der historische und kulturelle Tourismus, der sich auf das reiche Kulturerbe oder auf lokale Festivals stützt.
- Der Erholungstourismus, der sich in einer starken Entwicklung von Gästezimmern, Hotels und Ferienwohnungen zeigt, sowie in einer hohen Konzentration an Restaurants, Schwimmbädern und Veranstaltungen wie provenzalischen Märkten.
- Der grüne Tourismus, der von den zahlreichen Wanderwegen und der geschützten Umgebung profitiert, die das Massiv und seine Umgebung bieten.

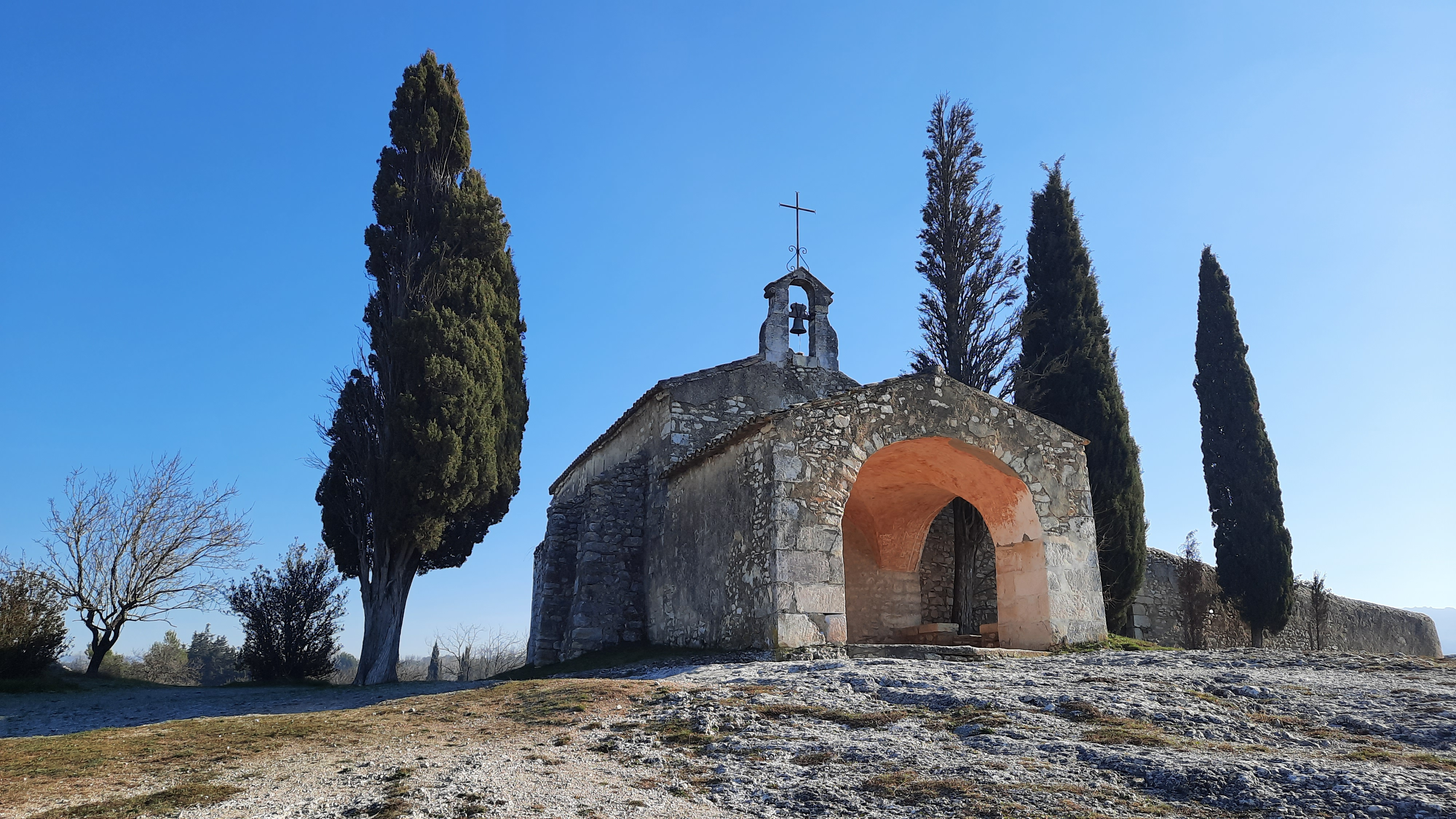
Kapelle Saint-Sixte d'Eygalières

Zu den wichtigsten touristischen Anziehungspunkten gehören :
- der Regionale Naturpark Alpilles ;
- die Gallo-Römische Stadt Glanum südlich von Saint-Rémy-de-Provence ;
- der historische Stadtkern von Les Baux-de-Provence ;
- das Städtchen Saint-Rémy-de-Provence um den Spuren Vincent van Gogh zu folgen;
- die romanische Kapelle Saint-Sixte in Eygalières ;
- das Museum und die alte Kirche von Eygalières ;
- das Museum Alphonse Daudet in Fontvieille, das in der Rekonstruktion der berühmten Mühle eingerichtet wurde ;
- die Abtei Saint-Paul-de-Mausole in Saint-Remy-de-Provence;
- die Kapelle Saint-Gabriel am Ostrand der Alpilles.

Weitere Sehenswürdigkeiten finden sich in den Hauptseiten der Gemeinden der Alpilles.

## Outdoor-Aktivitäten
Der Zugang zu den Alpilles ist vom 1. Juni bis zum 30. September wegen Waldbrandgefahr reglementiert. Je nach Wetterlage kann diese Periode per Erlass der Präfektur variieren. Die Brandgefahr ist abhängig von der Temperatur, den Niederschlägen, der Windstärke, der Feuchtigkeit der Vegetation und der Sonneneinstrahlung und wird von der Präfektur auf der Grundlage der Wettervorhersagen festgelegt. Aktuelle Beschränkungen werden im Internet veröffentlicht. Der Zugang, der Verkehr und das Parken von Fahrzeugen außer auf den für den öffentlichen Verkehr geöffneten Straßen sind das ganze Jahr über verboten.
Die Alpilles bieten einer Vielzahl von Sportarten eine gut Umgebung, aber alle sportlichen Betätigungen sollten gut vorbereitet sein. Die Kleidung sollte dem Wetter angepasst sein. Ausreichend Wasser, Sonnenschutz, eine Kopfbedeckung und einige Lebensmittel sowie ein Mobiltelefon (um gegebenen Falls Hilfe zu rufen) gehören immer zur Ausrüstung. Besonders zu erwähnen sind:
Wandern : Die Alpilles sind durch unzählige Wanderwege durchzogen.
Radfahren : Die Alpilles sind wegen der vorhandenen Forstwege und kleinen Trails hervorragend zum Mountainbiken geeignet. Lohnende Rennradtouren gibt es rund um das Massiv.

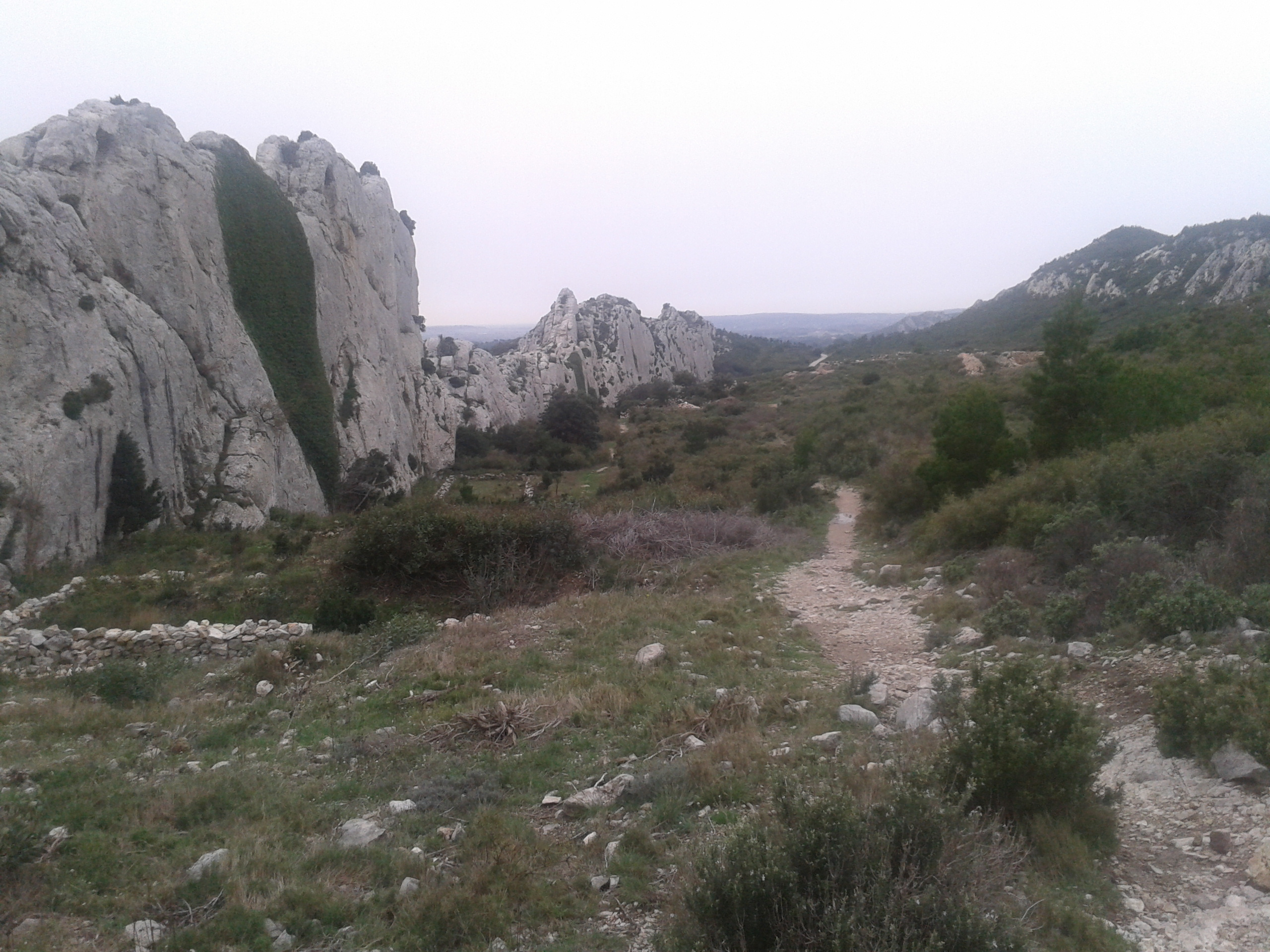
Felsen bei Mouriès

Reiten : Mehrere Reiterhöfe bieten Möglichkeiten zum Reiten an. Auch Eselstouren sind möglich.
Klettern : Die Alpilles sind ein weit über Frankreich hinaus bekanntes Klettergebiet. Die Felsen bei Orgon und im Vallon de Leque (früher Fontvieille genannt) bieten hunderte an Routen in allen Schwierigkeitsgraden. Die steilen Platten von Mouriès hatten in den 1980er Jahren Weltruhm, sind aber etwas in Vergessenheit geraten. Platten sind aus der Mode gekommen. Marco Troussier witzelte: „Es gibt keine 8c in Mouriès, weil die einzige 8b+ nach 20 Jahren immer noch keine Wiederholung hat“. Catherine Destivelle war mit Fleur de Rocaille die erste Frau die eine 7c+/8a kletterte und Marc Le Menestrel eröffnete mit Le fluide enchanté die dritte 8b der Welt.

## Die Alpilles in der Kunst

### Malerei
Zahlreiche Maler wurden durch die Alpilles inspiriert. Zu ihnen gehören Vincent van Gogh, Yves Brayer, René Seyssaud, Antoine Serra, Léopold Lelée, Jean Baltus sowie Auguste Chabaud.
Vincent Van Gogh malt 150 Gemälde in Saint-Rémy-de-Provence, darunter die berühmte Serie der Olivenbäume. Er schrieb 1888 an seinen Bruder Theo: „... die Olivenbäume sind sehr charakteristisch und ich kämpfe, um das zu fangen. Es ist Silber, mal blau, mal grün, bronzefarben, bleichend, auf gelbem, violettem oder orangefarbenem Boden, bis hin zu dumpfem rotem Ocker“.

Bilder mit Bezug zu den Alpilles
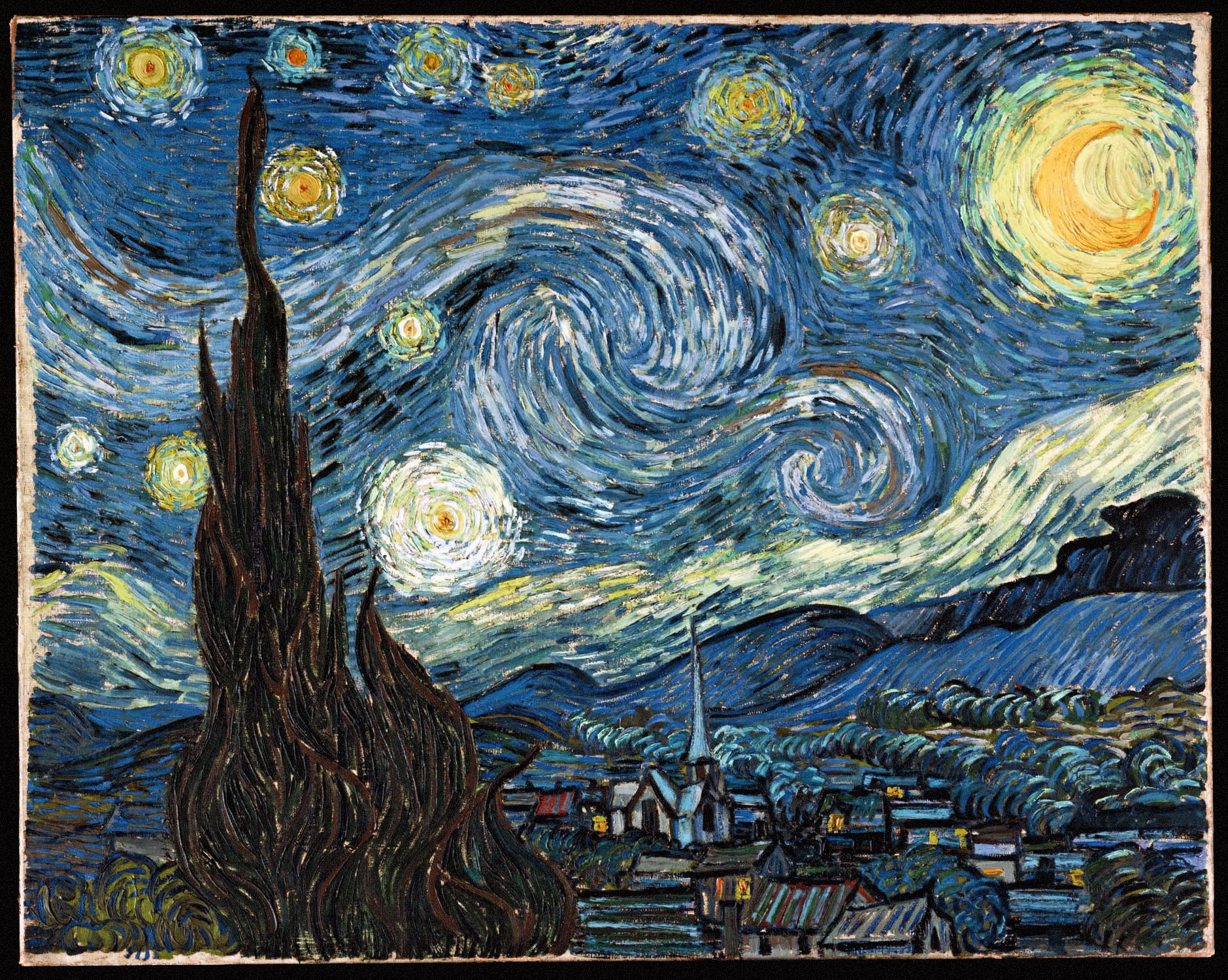
Vincent van Gogh: La Nuit étoilée (1889). Museum of Modern Art, New York.
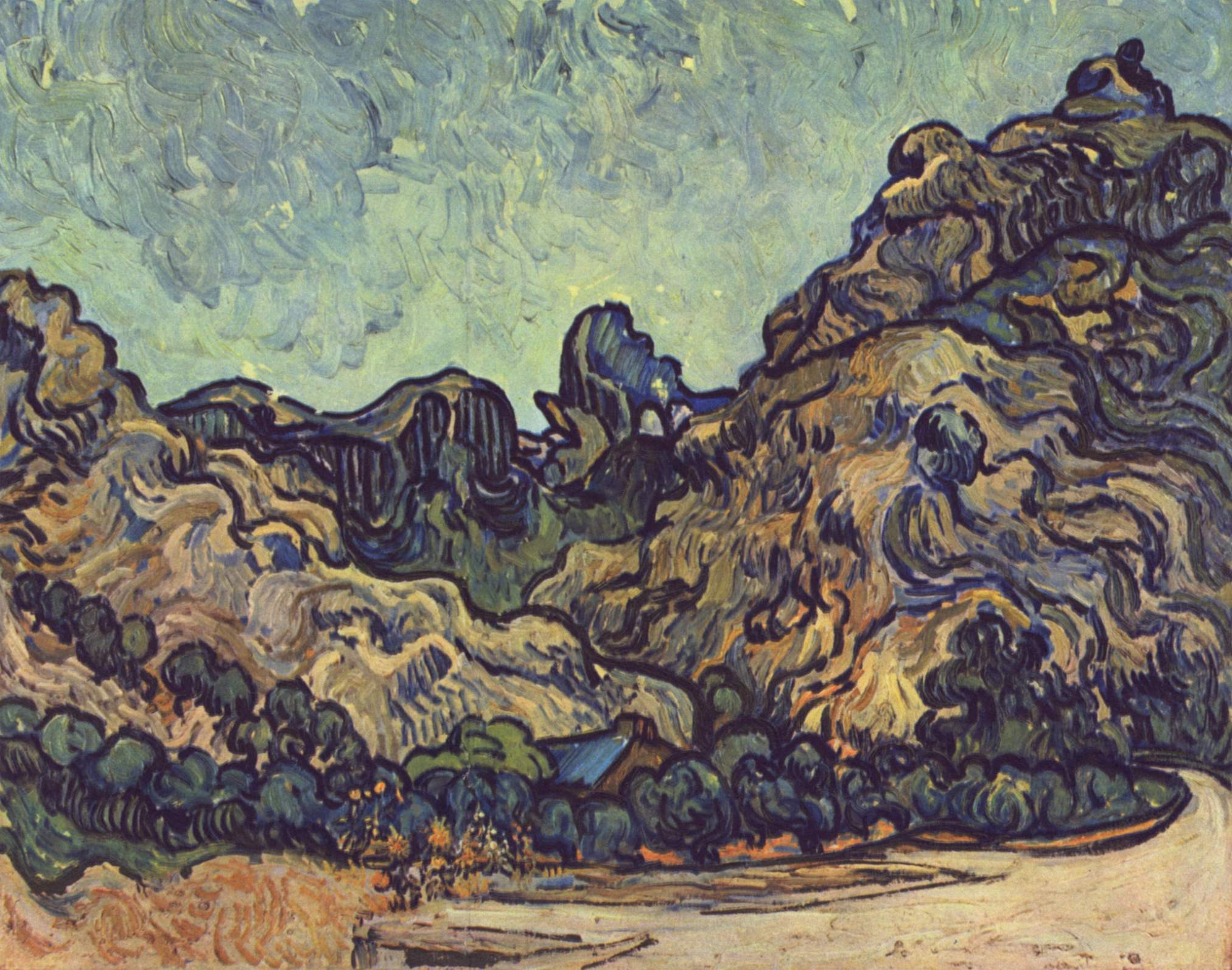
Vincent van Gogh: Les Alpilles (1889). collection J. K. Thannhauser
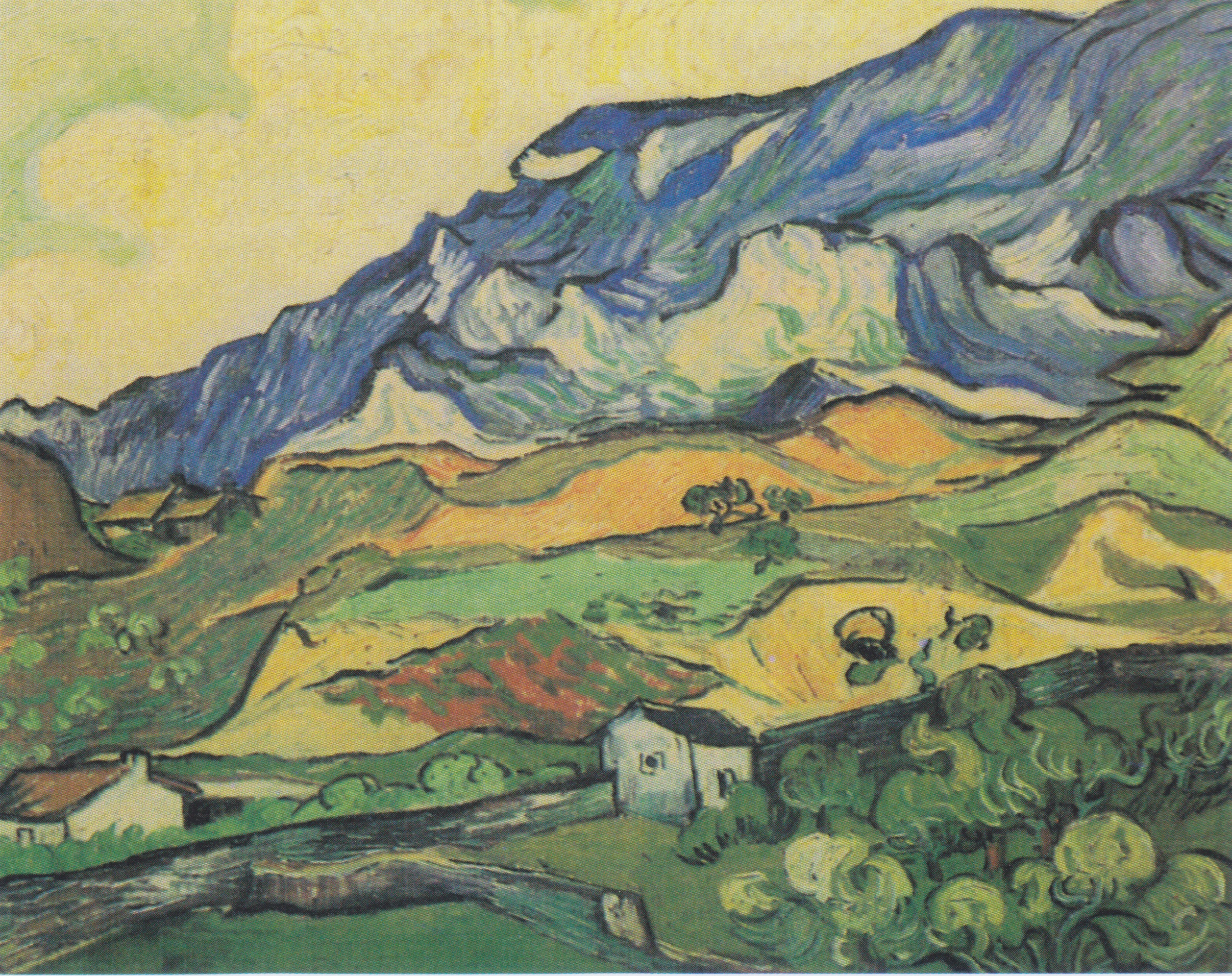
Vincent van Gogh: Les Alpilles vues de Saint-Rémy (1889). Otterlo, Museum Kröller-Müller.
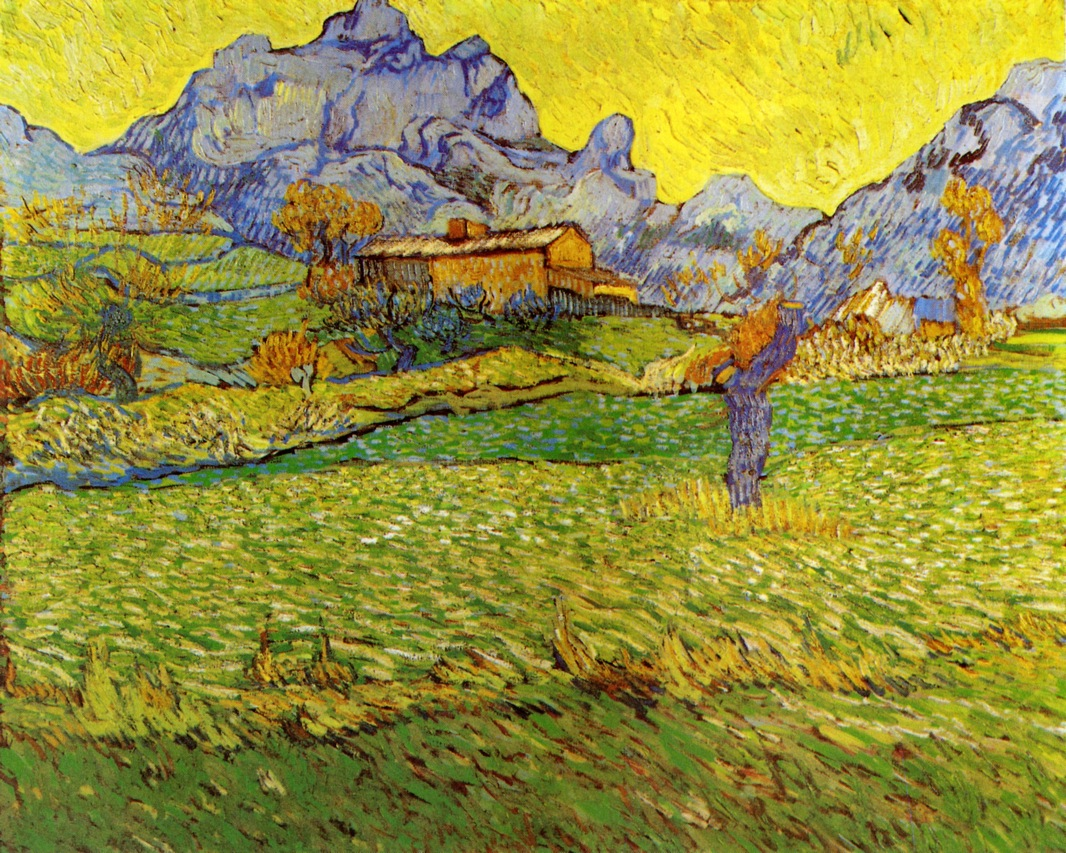
Vincent van Gogh: Le Mas de Saint-Paul (1889). Otterlo, Museum Kröller-Müller.

### Erwähnungen in der Literatur
Zu den Autoren, die über das Massiv geschrieben haben, gehören : Frédéric Mistral, Marie Mauron, Marie Gasquet, Yvan Audouard, Rainer Maria Rilke, Joseph Roth sowie Alphonse Daudet mit den Lettres de mon moulin.
Frédéric Mistral schrieb: „Soweit ich mich erinnern kann, sehe ich vor meinen Augen einen Bergriegel, dessen Gipfel, Hänge, Felsen und Täler vom Morgen bis zum Abend blau schimmerten, mehr oder weniger hell oder dunkel, in hohen Wellen. Dies ist die Kette der Alpilles, die von Olivenbäumen umringt ist wie ein Massiv griechischer Felsen“.
Marie Mauron stellte fest: „Aufeinanderfolgende Falten von Felsen, die sich der hoch oben gelegenen Stadt nähern, eine weiß-blaue Fata Morgana, ein Unterschlupf, das man für unbewohnt und unbewohnbar hält“... „Unglaublicher Zirkus aus immer steiler werdenden konzentrischen Kreisen, vom Wind zu fantastischen Ungeheuern erodiert, Les Baux, die Hauptstadt der Höhlenwohnungen“.
Rainer Maria Rilke schrieb: „Da ist Les Baux. Es war eine Festung. Da waren Häuser drumherum, nicht gebaut, sondern in die Kalksteinschichten gegraben, als hätten die Menschen aus Sturheit, um dort zu bleiben, sie in Räume verwandelt“.

## Anmerkung
1. ↑  „C'est la chaîne des Alpilles, ceinturée d'oliviers comme un massif de roches grecques, un véritable belvédère de gloire et de légendes“, Übersetzt aus dem Okcitanischen ins Französische von Frédéric Mistral, 1906.
2. ↑  In der Referenz Castrum genannt
3. ↑  Aureille, Les Baux-de-Provence, Eygalières, Eyguières, Fontvieille, Lamanon, Mas-Blanc, Maussane-les-Alpilles, Mouriès, Orgon, Paradou, Saint-Étienne-du-Grès, Saint-Rémy-de-Provence et Sénas
4. ↑  http://bpatp.paca-ate.fr/